# Église Notre-Dame-de-la-Paume d'Algésiras
L'église Notre-Dame-de-la-Paume (espagnol : iglesia de Nuestra Señora de la Palma ; connu aussi comme la « Vierge-de-la-Paume ») est une église catholique située sur la Plaza Alta à Algésiras, en Espagne. Classée Bien d'Intérêt Culturel par le ministère espagnol de la Culture en 1992, c'est un point de repère important de la ville.

## Histoire
L'église est consacrée à Santa María de la Palma (Marie la Vierge du dimanche des Rameaux) depuis le dimanche des Rameaux 1344 lorsque Alphonse XI de Castille a conquis la ville après le siège d'Algésiras (1342-1344). Cette année-là, le pape Clément VI créa le diocèse d'Algésiras qui fut rattaché à celui de Cadix après avoir converti la grande mosquée d'Algésiras, selon les rites chrétiens, en église. Cette ville fut cependant reprise par les Maures en 1368 et détruite sur ordre de Mohammed V de Grenade. Le diocèse d'Algésiras disparut avec lui. L'église est le siège canonique de la Cofradía de Jesús Nazareno, Santo Cristo de la Fe, Santa Cruz de Jerusalén y María Santísima de la Amargura (Fraternité de Jésus de Nazareth, Saint Christ de la Foi, Sainte Croix de Jérusalem et Marie des Douleurs).
Les travaux ont commencé en 1723 et se sont achevés en 1738. La Plaza Alta, construite en 1807, comprend l'église, ainsi que la chapelle Notre-Dame de l'Europe, des palmiers et une fontaine.

## Architecture
Elle se composait à l'origine d'une nef et de deux bas-côtés, mais deux bas-côtés plus petits ont été ajoutés sous le toit à pignon en 1795. La tour, de 46 mètres de haut, a été construite entre 1793 et 1804. Les pierres des murs de la vieille ville ont été utilisées comme matériau de construction.

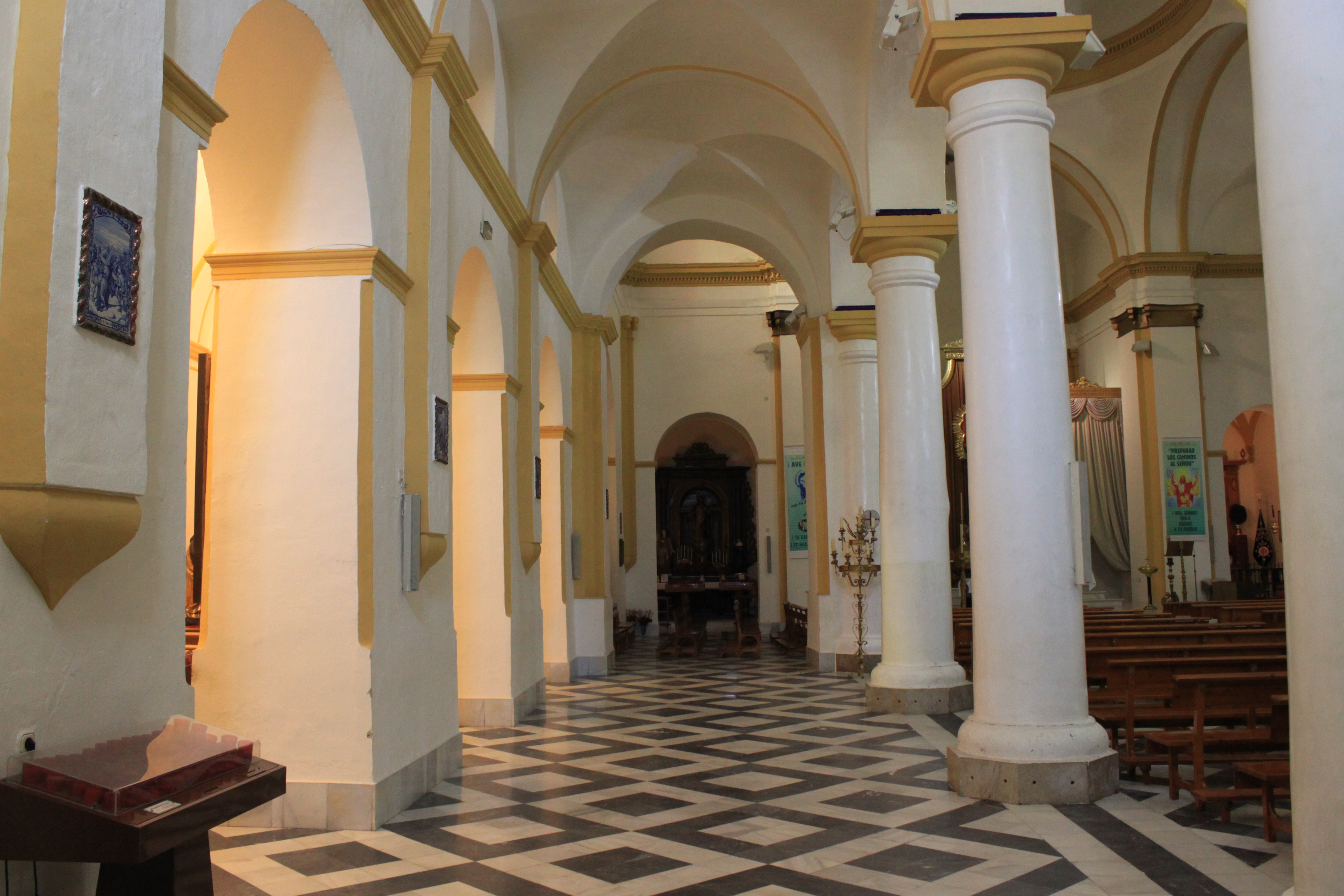
La nef de l'église

## Source de traduction
- (en) Cet article est partiellement ou en totalité issu de l’article de Wikipédia en anglais intitulé « Church of Nuestra Señora de la Palma, Algeciras » (voir la liste des auteurs).